# Ministerie van Defensie van China

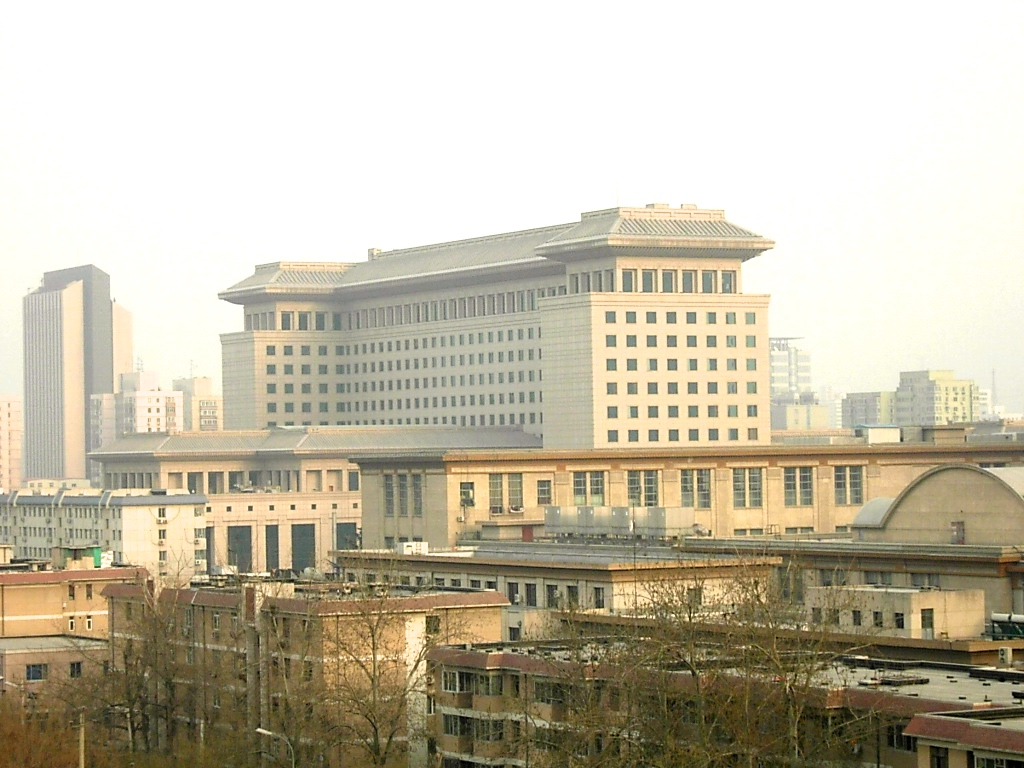
Gebouw van het Ministerie van Defensie in Beijing

Het Ministerie van Defensie van China is een Chinees ministerie dat wordt aangestuurd door de Chinese Staatsraad. Het wordt voorgezeten door de Nationale Minister van Defensie. Het ministerie werd in 1954 opgericht door het Nationaal Volkscongres. 
De Minister van Defensie heeft geen direct gezag over de strijdkrachten; dit is voorbehouden aan de Centrale Militaire Commissie. 

## Lijst van Ministers van Defensie
- Maarschalk Peng Dehuai (1954—1959)
- Maarschalk Lin Biao (1959—1971)
- Maarschalk Ye Jianying (1975—1978)
- Maarschalk Xu Xiangqian (1978—1981)
- Geng Biao (1981—1982)
- Generaal Zhang Aiping (1982—1988)
- Generaal Qin Jiwei (1988—1993)
- Generaal Chi Haotian (1993—2003)
- Generaal Cao Gangchuan (2003—2008)
- Generaal Liang Guanglie (2008—2013)
- Generaal Chang Wanquan (2013—2018)
- Kolonel-Generaal Wei Fenghe (2018—2023)
- Generaal Li Shangfu (2023—heden)